# Margarinotus felipae
Margarinotus felipae är en skalbaggsart som först beskrevs av Lewis 1901.  Margarinotus felipae ingår i släktet Margarinotus och familjen stumpbaggar. Inga underarter finns listade i Catalogue of Life.